# Mompha grissella
Mompha grissella é uma espécie de mariposa do gênero Mompha pertencente à família Coleophoridae.